# Elektrische Siemens-Lok von 1879

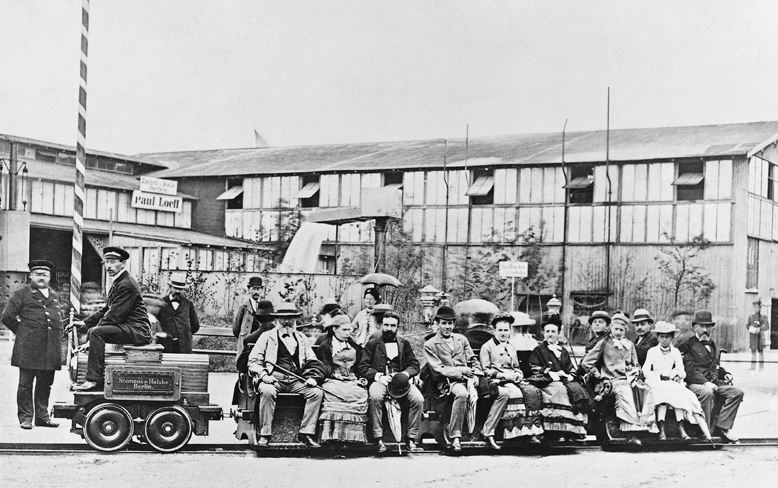
Erste Elektrolokomotive von Siemens auf der Berliner Gewerbeausstellung 1879

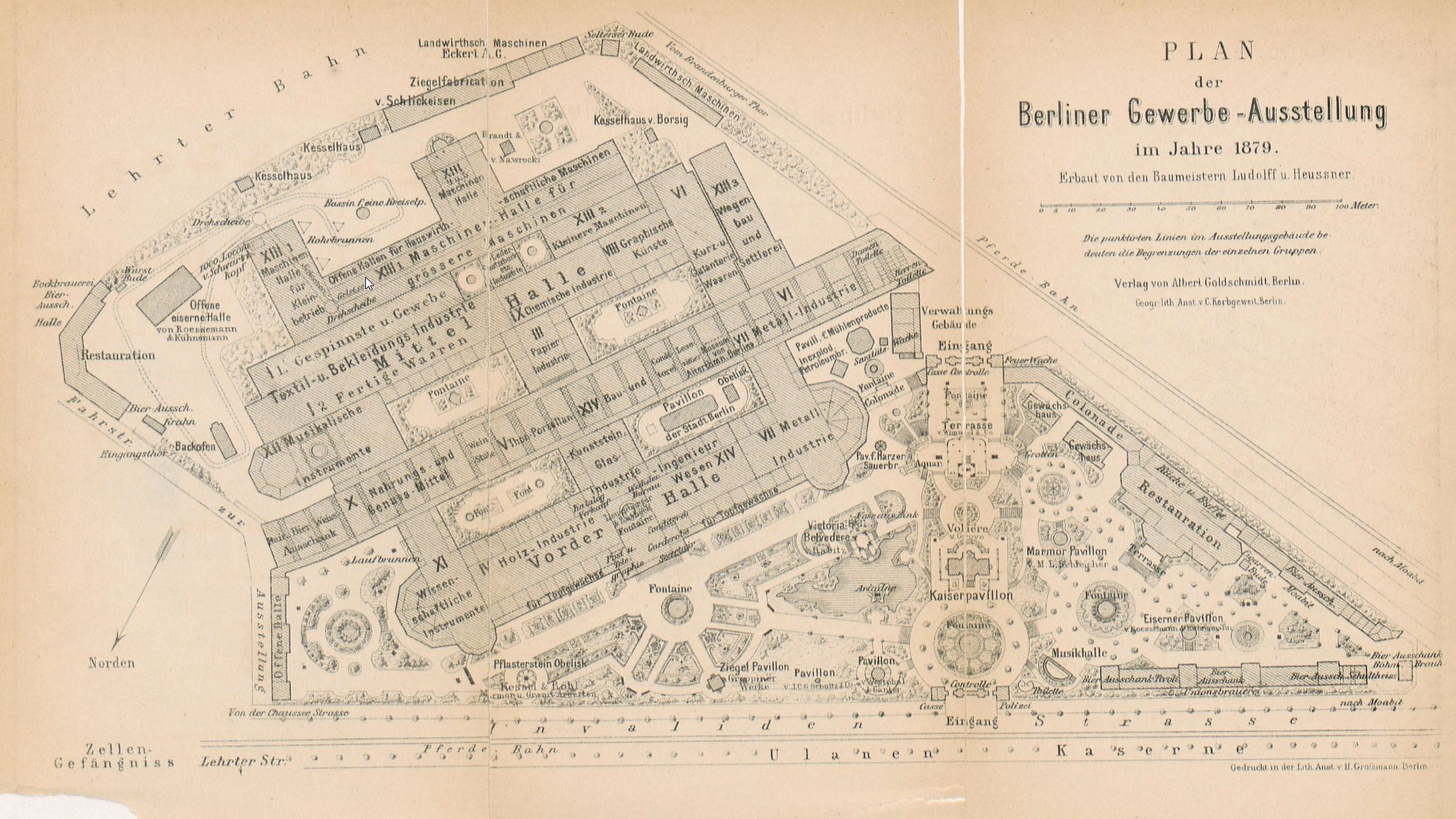
Lageplan der Berliner Gewerbeausstellung 1879, die Rundstrecke der Siemens-Bahn ist oben links dargestellt

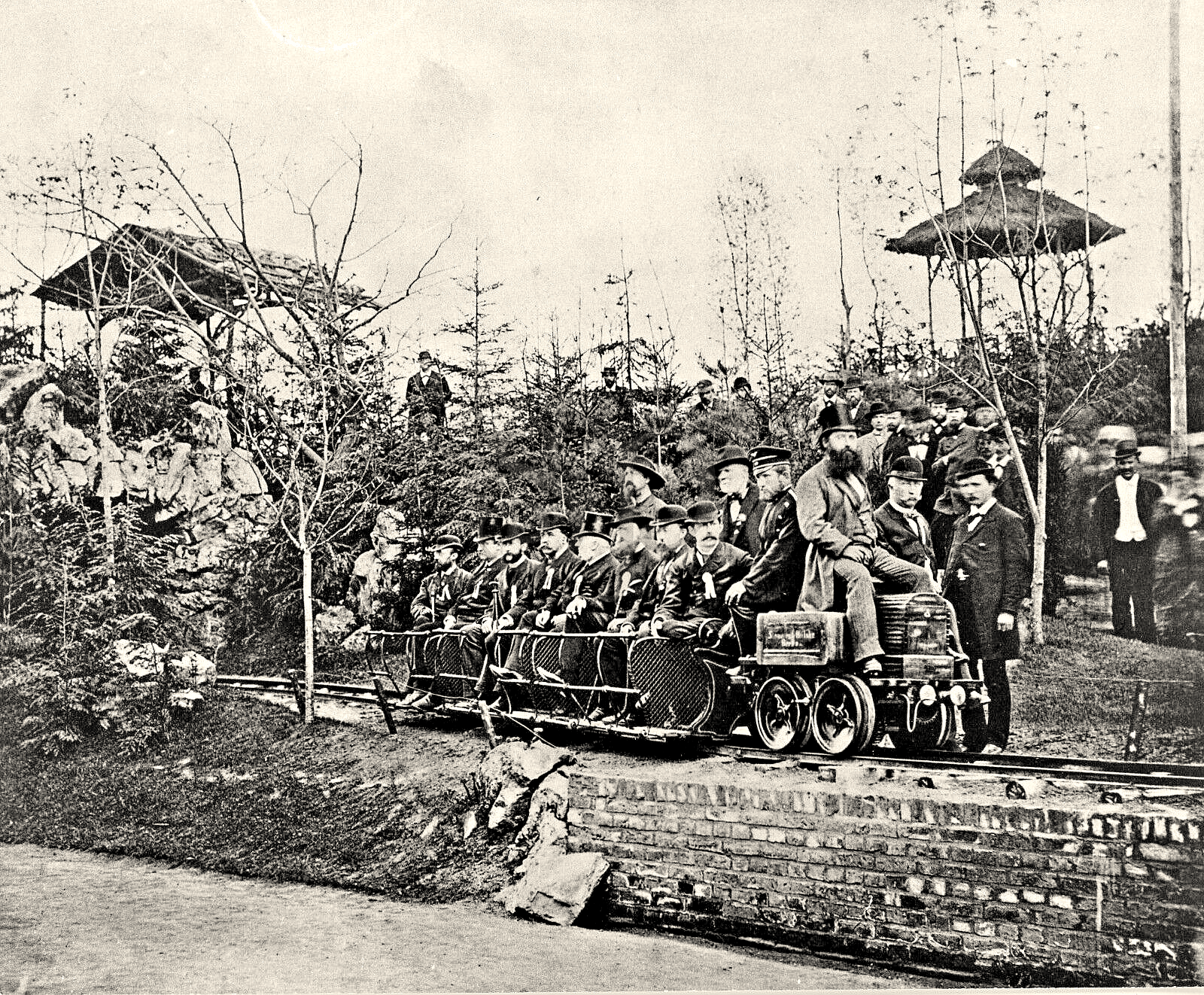
Eine der ersten Elektrolokomotiven von Siemens auf einer weiteren Ausstellungsbahn am Frankfurter Palmengarten 1881

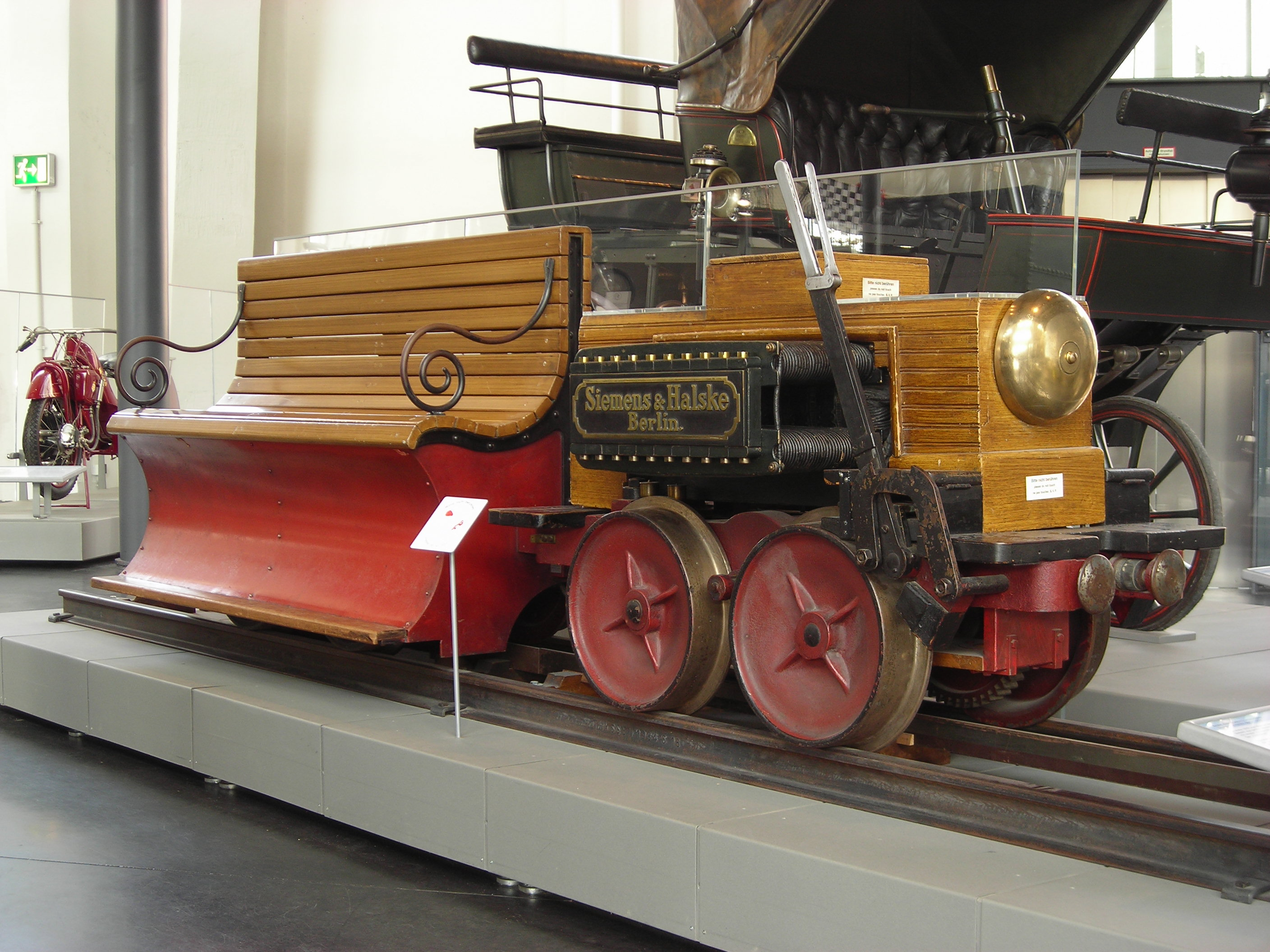
Die Siemens-Lokomotive von 1879 im Deutschen Museum in München, 2007

Auf der Berliner Gewerbeausstellung 1879 stellte Werner von Siemens die weltweit erste elektrische Lokomotive vor, die Ausstellungsbesucher auf einem Gleisoval beförderte.

## Geschichte
Werner von Siemens, 1888 geadelt, entwickelte einen elektrischen Generator, basierend auf dem dynamoelektrischen Prinzip, den er sich 1866 patentieren ließ. Am 17. Januar 1867 hielt er einen Vortrag vor der Berliner Akademie der Wissenschaften, in dem er die erste wissenschaftliche Beschreibung des dynamoelektrischen Prinzips gab. Auf diesen Grundlagen wurden Elektromotoren gebaut, die zunächst stationär eingesetzt wurden.
Siemens versuchte nun, den Elektromotor auch in Fahrzeugen einzusetzen und ließ von seinem Konstrukteur Hemming Wesslau eine elektrische Lokomotive für die Senftenberger Stadtgrube Marie III entwerfen. Der vorgelegte Entwurf vom Juli 1878, nach dem die Lokomotive mit zwei Gummischeiben an einem Eisenband in Mittellage angetrieben werden sollte, und folgende Anpassungen konnten den Grubenbesitzer Carl Westphal aber nicht überzeugen. Er zweifelte an der Zuverlässigkeit, sorgte sich um die Investitionskosten und konnte sich mit Siemens nicht einigen. Es wurde zunächst keine Lokomotive nach diesen ersten Entwürfen gebaut.
Siemens ließ den Entwurf seiner elektrischen Lokomotive weiter überarbeiten. Nun wurden die Achsen über ein Zahnradgetriebe angetrieben, das Eisenband wurde zur Stromübertragung herangezogen. Nach einem Entwurf vom Oktober 1878 wurde nun eine Lokomotive gebaut, um sie auf der Berliner Gewerbeausstellung 1879 der Öffentlichkeit vorzustellen. Diese Ausstellung fand auf dem ULAP-Gelände am Lehrter Bahnhof statt. Dort wurde eine rd. 300 Meter lange Rundstrecke im Maschinenhof, in der Nähe des Eingangs gebaut. Die kleine Lokomotive bekam drei offene Personenwagen für je sechs Personen. Zur Ausstellungseröffnung präsentierte Werner Siemens persönlich am 31. Mai 1879 seine Entwicklung.

„Die 300 Meter lange Bahn befindet sich hinter der Maschinenhalle. Der eigentliche Motor ist in der Maschinenhalle angebracht. Der Zug besteht aus einer Locomotive und drei zierlichen Waggons, in der Form zweier mit dem Rücken einander berührender Bänke, wie sie auf den Dächern der Omnibus- und Pferdebahnwagen gebräuchlich sind. Auf jeder Bank können bequem drei erwachsene Personen sitzen, so daß der Zug außer dem Lokomotivführer, der seinen Platz oben auf der Lokomotive hat, 18 Personen auf jeder Fahrt zu befördern vermag. Die Fahrgeschwindigkeit des Zuges ist vorläufig die der Pferdeeisenbahn; das ganze 300 Meter lange Schienengeleise wird in zwei Minuten durchfahren. Der Lokomotivführer kann den Zug in jedem Moment durch einen Ausschalter, mit dem er den elektrischen Strom absperrt, zum Stehen bringen. Die fast einstündige Probefahrt am Samstag ist zufriedenstellend ausgefallen.“

Die elektrische Bahn stellte einen Höhepunkt und Publikumsmagnet während der vier Monate andauernden Berliner Gewerbeausstellung dar. Bis zum 30. September 1879 wurden insgesamt 86.398 Personen mit einer Geschwindigkeit von 7 km/h befördert.
Die Lokomotive wurde mit einer Gleichspannung von 150 V betrieben, die elektrische Energie wurde über die beiden Schienen und ein dazwischen isoliert angeordnetes Eisenband geführt. Sie besaß einen in Längsachse gelagerten Rotor und seitlich herausragende Erregerspulen. Das Gleis hatte eine Spurweite von 490 mm.
In den folgenden Jahren wurde diese elektrische Ausstellungsbahn auch in anderen Städten vorgeführt. Das Interesse war so groß, dass Siemens mehrere gleichartige Bahnen bauen musste. Ausstellungsorte waren unter anderem Brüssel (zum 50. Jahrestag der Belgischen Unabhängigkeit im Jubelpark 1880), London Sydenham (Crystal Palace 1880), Frankfurt am Main (Allgemeine Patent- und Musterschutz-Ausstellung im Palmengarten 1881), Kopenhagen (Tivolipark 1882) und Moskau (Allrussische Industrie- und Handwerksausstellung 1882).
Eine erhaltene Original-Lokomotive befindet sich im Bestand des Deutschen Museums in München. Im Deutschen Technikmuseum Berlin ist eine Nachbildung der Lok ausgestellt.

## Weitere Entwicklung
Die Siemens-Lokomotive von 1879 kann als erste betriebstaugliche elektrische Lokomotive angesehen werden. Nach den erfolgreich betriebenen Ausstellungsbahnen konnten elektrische Lokomotiven allmählich auch bei anderen Bahnen eingeführt werden. In den Folgejahren ging man dazu über, den Strom über Oberleitungen oder seitliche Stromschienen zu leiten.

### Grubenlok Dorothea

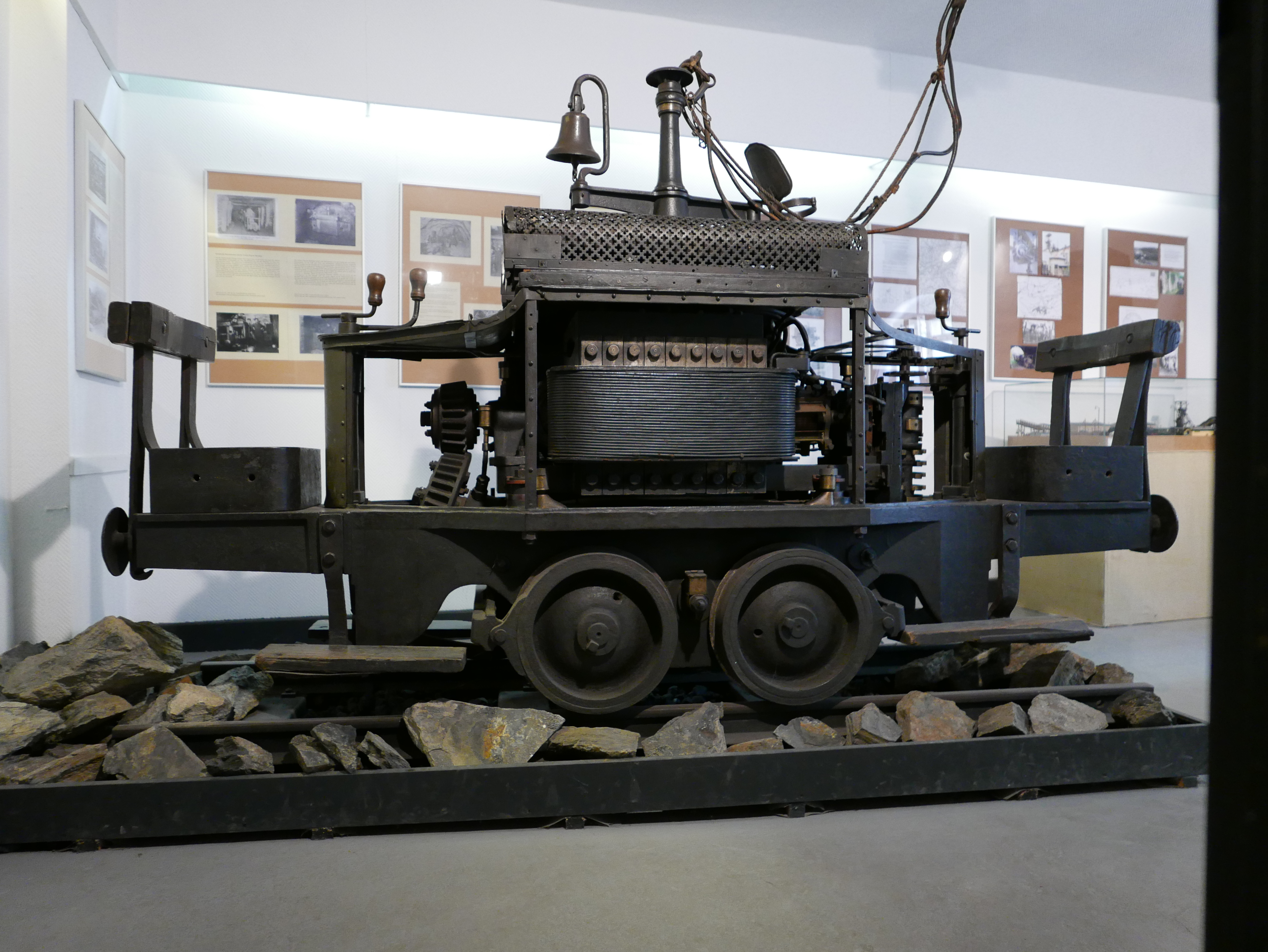
Elektrische Lokomotive Dorothea von Siemens der Grubenbahn in Zauckerode von 1882

Siemens konnte 1882 die elektrische Lokomotive Dorothea für die Grubenbahn des sächsischen Königlichen Steinkohlenwerks Zauckerode bauen. Im Gegensatz zur Siemens-Lok von 1879, die den Strom über die Fahrschienen bezog, erhielt die Dorothea Stromabnehmer für eine Oberleitung. Sie war die erste Elektrolok der Welt, die in den Dauerbetrieb ging. Diese Lokomotive wurde mehrfach konstruktiv verändert, 1892 umgebaut und stand bis 1927 im Dienst. Sie ist heute im örtlichen Museum Haus der Heimat in Burgk (Freital) ausgestellt.

### Straßenbahn Lichterfelde

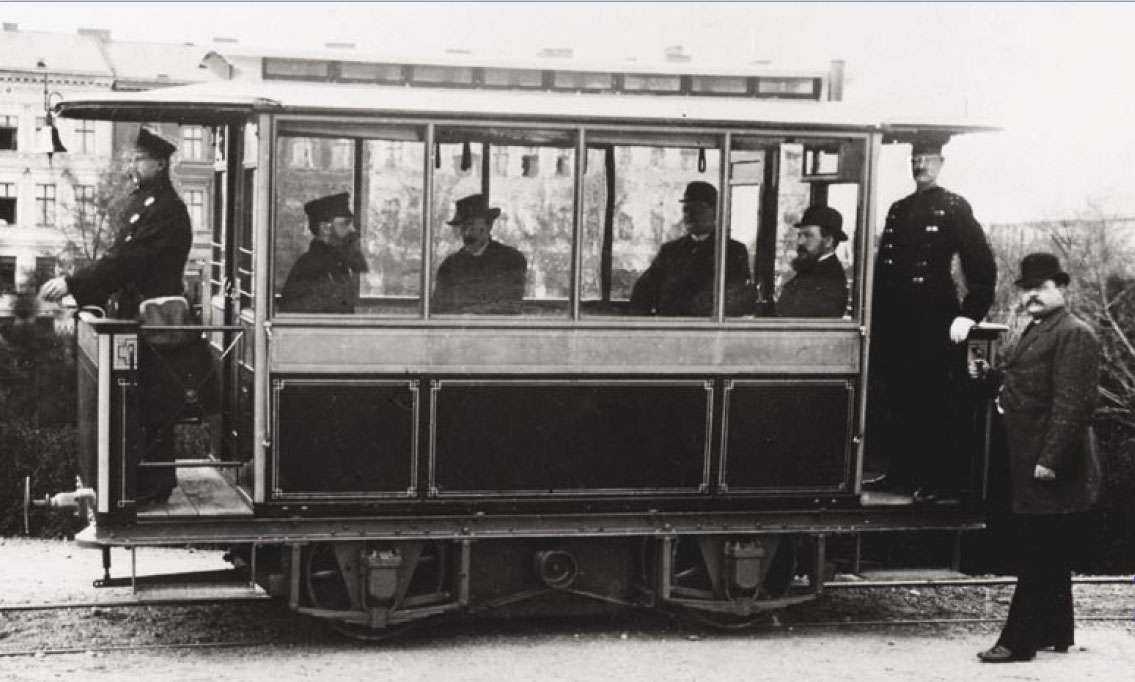
Erste elektrische Straßenbahn von Siemens & Halske, 1881

Bereits 1881 gelang es Siemens, die weltweit erste elektrische Straßenbahn zwischen dem Bahnhof Lichterfelde (Anhalter Bahn) und der Preußischen Hauptkadettenanstalt einzurichten. Bei dieser Bahn wurde der Strom über die elektrisch gegeneinander isolierten Schienen geleitet.

## Rezeption
An die erste Vorstellung einer betriebstüchtigen Elektrolokomotive am 31. Mai 1879 wurde 100 Jahre später von beiden Staatsbahnen im geteilten Deutschland erinnert. Die Deutsche Bundesbahn veranstaltete vom 24. Mai bis 27. Mai 1979 eine Ausstellung 100 Jahre elektrische Eisenbahn im Ausbesserungswerk München-Freimann, die Deutsche Reichsbahn folgte vom 15. September bis 23. September 1979 mit einer Fahrzeugschau 30 Jahre DDR, 50 Jahre Raw Dessau, 100 Jahre elektrische Lokomotive am Bahnhof Dessau-Süd (neben dem Reichsbahn-Ausbesserungswerk Dessau). In München-Freimann fuhr ein Nachbau der Siemens-Lokomotive von 1879 auf einer Rundstrecke.